# 케토

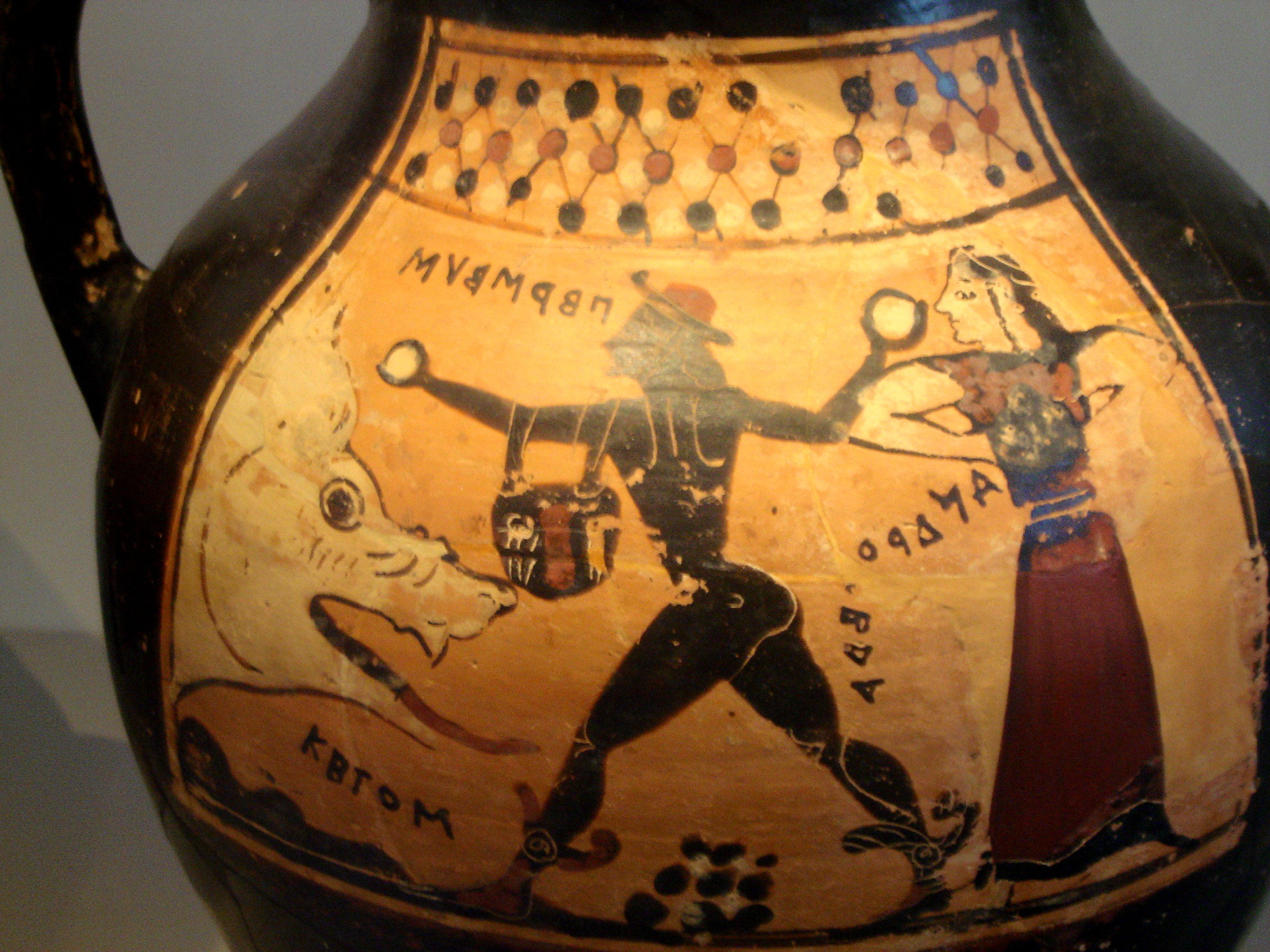
페르세우스, 안드로메다 그리고 바다괴물 케토스가 그려진 항아리.

케토(고대 그리스어: Κητώ)는 그리스 신화 가이아와 폰토스 사이에서 태어난 딸로 바다 괴물이다. ‘위험한 바다’와 ‘바다에서 나오는 공포’, ‘무서운 바다 생물’의 의인화된 형태의 신이다. 케투스 또는 케토스 라고도 한다.
케토스의 모습은 정확히 나오는 것은 없고 주로 뱀처럼 생긴 물고기의 형태로 주로 묘사된다. 영웅 페르세우스가 고르고 메두사를 처치하고 돌아오는 길에 공주 안드로메다를 이 바다 괴물로부터 구해주었다고 한다.
케토스는 남편인 포르퀴스와의 사이에서 많은 자식을 두었는데 대부분이 바다에 사는 괴물이었다.